# Colonização curlandesa da América
O Ducado da Curlândia foi a menor nação a colonizar a América, os curlandeses estabeleceram sua primeira colônia na ilha de Tobago em 1654, sob o nome de Nova Curlândia.

## História
A Curlândia teve uma população de apenas 200.000 hab. e foi-se um vassalo da República das Duas Nações naquela época. O duque Jacob Kettler, criou uma das maiores frotas mercantes da Europa. Durante suas viagens para a Europa Ocidental, Jacob tornou-se o grande defensor das ideias mercantis. Metalurgia e construção naval tornou-se muito mais desenvolvidas.
Os navios curlandeses efetuaram viagens com o intuito comercial nas Antilhas, em 1637, um navio curlandês tentou fundar uma colônia em Tobago com 212 colonos. A colônia curlandesa fracassou, como foi a segunda tentativa em 1639. Então, a atenção deslocou para a África e em 1651 a Curlândia ganhou seu primeiro sucesso na colonização, mas desta vez na África, na Ilha James no rio Gâmbia, naquela ilha foi fundado o Forte Jacob.